# Мийно-дезінфекційний вагон
Мийно-дезінфекційний вагон — тип несамохідного залізничного рухомого складу, призначений для масової санітарної обробки людей у надзвичайних обставинах — війни або масштабної катастрофи, що зумовлюють неможливість використання звичайних систем тепло- та водопостачання. Застосування таких вагонів (а також вагонів-пралень ) дозволяє виключити масове поширення епідемічних захворювань (насамперед — тифу ), у військово-польових умовах, служить засобом гігієни особового складу. Сучасні вагони такого типу дозволяють також забезпечувати дезінфекцію одягу та обмундирування.
Включає роздягальню, дезінфекційну камеру, душове відділення, перукарню. Будова передбачає самостійну систему водопостачання та теплопостачання (паровий котел, бойлер). Експлуатується, як правило, у складі банно-прально-дезінфекційного потяга.
У Росії виробником мийно-дезінфекційних вагонів є Тверський вагонобудівний завод.